# Jean Benoît-Lévy
Jean Benoît-Lévy (Parigi, 25 aprile 1888 – Parigi, 2 agosto 1959) è stato un regista francese.

## Biografia
Durante la sua lunga carriera fu autore di oltre 400 film; tra questi ricordiamo il didascalico Pasteur (1922) e il pregevole Fanciulle alla sbarra (1938). Si interessò al documentario, al film educativo e scientifico. Delegato all'UNESCO, contribuì alla costituzione del Consiglio Internazionale del Cinema e della Televisione.
Preziosa testimonianza di questa sua attività risultarono i saggi Le cinéma d'enseignement et l'éducation (1929), Les grandes missions du cinéma (1945), The Art of Motion Picture (1946). Fu docente di cinema a New York dal 1941 al 1946.

## Filmografia

### Cinema
- Coeur de Paris, co-regia di Marie Epstein (1932)